# Werner Starke (Bergsteiger)
Werner Starke (* 1936 in Dresden) ist ein deutscher Geograph, Bergsteiger und Fotograf.

## Leben und Wirken
Werner Starke war als Wissenschaftler an der Deutschen Fotothek in der Sächsischen Landesbibliothek – Staats- und Universitätsbibliothek Dresden beschäftigt. In den 1970er Jahren bereiste er mehrmals die Sowjetunion.
1975 war er Teilnehmer einer Expedition zum Pik Kommunismus im Pamirgebirge, der damals mit 7.495 m der höchste für DDR-Bürger zugängliche Berg war, und erreichte nach seinen eigenen Angaben den Gipfel. Nach anderen Angaben ist diese Aussage nicht richtig. Im auch von Werner Starke unterschriebenen Expeditionsbericht vom 27. September 1975 heißt es: „Sieben Sportfreunde erreichen gegen 20 Uhr den Gipfel. Werner Starke muss aufgrund starker Akklimatisierungsschwierigkeiten unterhalb des Gipfels umkehren“.
Werner Starke war von Februar 1989 bis April 1999 als Nachfolger von Walter May Leiter der Deutschen Fotothek. Er entwarf den seit 2004 bestehenden etwa 90 Kilometer langen Sächsischen Weinwanderweg, der nur für Fußgänger zugelassenen ist.

## Veröffentlichungen
- Ivo Petřik: Bilder aus dem Himalaja. Mit Textbeiträgen und Bildkommentaren von Werner Starke. Brockhaus, Leipzig 1990, ISBN 3-325-00258-7.
- Sächsischer Weinwanderweg. Pirna, Graupa, Dresden, Radebeul, Coswig, Niederau, Meissen, Zadel, Diesbar-Seusslitz. Meißner Tageblatt, Meißen 2008, ISBN 978-3-929705-13-3.
- Die Elbweindörfer. Tourismusverband Sächsische Elbweindörfer, Diesbar-Seußlitz 2004, DNB 102405201X.
- Ossi auf Reisen. Notschriften, Radebeul 2017, ISBN 978-3-945481-60-8.